# George Allen (allenatore di football americano)
George Herbert Allen (Contea di Nelson, 29 aprile 1918 – Palos Verdes Estates, 31 dicembre 1990) è stato un allenatore di football americano statunitense.
Dal 2002 figura nella Pro Football Hall of Fame.

## Biografia
Dopo avere allenato a livello di college football ed avere svolto il ruolo di assistente allenatore nella National Football League con i Los Angeles Rams (1957) e i Chicago Bears (1958-1965), Allen svolse il primo ruolo di capo-allenatore tra i professionisti quando tornò ai Rams nel 1966. Con la celebre linea difensiva nota come "Fearsome Foursome" (Deacon Jones, Merlin Olsen, Rosey Grier e Lamar Lundy) e il quarterback Roman Gabriel, risollevò la franchigia da delle annate negative che duravano dal 1958. Nella sua seconda stagione fu premiato come allenatore dell'anno dopo avere vinto la division con un record di 11-1-2, centrando i playoff con il club per la prima volta dal 1955. Il secondo titolo di division lo vinse due anni dopo. Fu licenziato dopo la stagione 1970 a causa dei persistenti dissapori col proprietario Dan Reeves, lasciando come l'allenatore più vincente della storia dei Rams.
Allen nel 1971 firmò coi Washington Redskins sostituendo l'allenatore ad Bill Austin, che era succeduto a Vince Lombardi dopo la sua morte nel 1970. Dopo avere radicalmente cambiato volto al roster, già nella sua prima stagione guidò la squadra a un sorprendente record di 9-4-1 e alla sua prima qualificazione ai playoff dal 1945, ricevendo per la seconda volta il premio di allenatore dell'anno. L'anno successivo vinse la division con un record di 11-3, qualificandosi per il Super Bowl VII contro gli imbattuti Miami Dolphins, perdendo per 14-7. Allen rimase ai Redskins per altre cinque stagioni, fino al 1977, raggiungendo i playoff per altre tre volte. In seguito allenò nella neonata United States Football League i Chicago Blitz (1983) e gli Arizona Wranglers (1984), conducendo questi ultimi alla finale di campionato, persa con i Philadelphia Stars.
La sua ultima esperienza come allenatore fu alla Long Beach State University nel 1990: l'ultimo giorno dell'anno morì di polmonite a 72 anni.
Suo figlio George jr fu il 67º governatore della Virginia dal 2001 al 2007 per il partito Repubblicano.

## Palmarès

### Franchigia
- National Football Conference: 1

Washington Redskins: 1972

### Individuale
- Allenatore dell'anno: 2

1967, 1971
- 80 Greatest Redskins
- Washington Resdskins Ring of Fame
- Pro Football Hall of Fame (classe del 2002)